# 災後重建
災後重建，亦稱災後復原，屬於災害管理的面向之一。就災害管理的領域而言，復原包含了短期措施與長期措施，如短期的基本生活維持系統之建立，以及長期的回復到原有生活方式之一切作為。
在復原的初期為整合性的災損評估，之後為收集、整理、分配賑災物資，組織志願團體、社區基本服務的恢復等。中長期階段則包含了基礎設施（如道路及維生管線）、房屋住宅、商業設施、公共建築的修復、重建以及功能的恢復。
災後復原所需時間依災情大小、社會經濟結構、自有資源、外部資源投入而有不同，一般約數周到數年。災害脆弱性高的社區，其所需的災後復原時間可能長達十年以上。